# Nampista auriventris
Nampista auriventris är en insektsart som först beskrevs av Guérin-Méneville 1838.  Nampista auriventris ingår i släktet Nampista och familjen fångsländor. Inga underarter finns listade i Catalogue of Life.